# Cervere
Cervere ist eine Gemeinde in der italienischen Provinz Cuneo (CN), Region Piemont.

## Lage und Einwohner
Cervere liegt 37 km nordöstlich von der Provinzhauptstadt Cuneo entfernt zwischen der Stura di Demonte und der Autostrada A6. Das Gemeindegebiet umfasst eine Fläche von 18,6 km² und hat 2262 Einwohner (Stand 31. Dezember 2023).
Die Nachbargemeinden sind Cherasco, Fossano, Marene, Salmour und Savigliano.

## Geschichte
Der Ortsname, der in einer Urkunde aus der zweiten Hälfte des 10. Jahrhunderts in der Form „Cervaria“ erscheint, wurde zu Beginn des 13. Jahrhunderts als „Cerverijs“ bezeugt, leitet sich vom lateinischen Begriff CERVUS ab, mit dem Zusatz -ARIUS, und hat daher die Bedeutung von „Hirschplatz“. Im Mittelalter muss es aufgrund der Präsenz des Benediktinerklosters San Teofredo, das Robaldo von den Herren von Sarmatorio in der ersten Hälfte des 11. Jahrhunderts gegründet und unterstellt hatte, eine gewisse religiöse Bedeutung gehabt haben.

## Sehenswürdigkeiten
- Die Pfarrkirche, die aus der romanischen Zeit stammt, aber 1927 wieder aufgebaut wurde und in deren Inneren sich ein interessantes Gemälde aus dem 16.–17. Jahrhundert befindet.
- Der 33 Meter hohe Monfalcone-Turm, ein Überbleibsel der alten Burg die bereits 1274 zum ersten Mal erwähnt wurde und im 16. Jahrhundert vollständig zerstört.
- Die Kapelle des Seligen Bartolomeo von Cervere aus dem 15. Jahrhundert.
- Die alte Pfarrkirche, die wahrscheinlich aus dem 13. Jahrhundert stammt.

## Kulinarische Spezialitäten
Cervere ist bekannt für seine berühmte Lauchsorte, die im fruchtbaren Tal des angrenzenden Flusses Stura angebaut wird. Diese lokale Sorte wird während der Lauchmesse, der Fiera del Porro Cervere, jedes Jahr im November gefeiert.